# Bosjöklosters mölla
Bosjökloster mölla är en väderkvarn i Bosjökloster i Höörs kommun.
Bosjöklosters mölla är en omkring 1790 byggd stubbkvarn, för vilken hela kvarnhuset vrids för att fånga vinden. 
Möllan har ursprungligen stått i Hätteboda i Småland och flyttades på 1830-talet till näset mellan Ringsjöarna. Den skänktes 1942 av Föreningen 1892 års män till Kulturhistoriska föreningen för södra Sverige.